# 莫家堯
莫家堯（英語：Mok Ka Yiu Edward，1967年5月24日—），香港男演員、節目主持及商人，1989年畢業於香港演藝學院，1990年加入成為亞洲電視藝員，1995年轉投無綫電視，2005年離開後接手家族生意，主要活躍於香港、內地和馬來西亞。

## 簡歷
莫家堯家境富裕，父親及胞姊莫綺雯分別是充電器公司總裁、台灣模特兒兼歌手王傑第二任妻子，弟弟莫家鋒為交通總部中央交通違例檢控組署理警長（2015年3月因急性心肌梗塞於工作期間猝死），繼母則為警務處前高級助理處長劉振星胞妹。他在1982年轉到玫瑰崗學校中學部就讀中四，1984年中五畢業。因自小對做生意不太有興趣，而於1987年修讀香港演藝學院表演系深造文憑；1989年演出畢業舞台劇《衝上雲霄》時成龍擔任頒獎嘉賓，所以跟呂頌賢一起間接認識了經理人陳自強，也獲邀簽入威禾電影製作有限公司。同年，他亦在香港商業電台第二台任職唱片騎師一年，與曾綺薇合作主持深宵節目《知情知性電話粥》，解答青春期少男少女的性疑問。
1990年，莫家堯加入亞洲電視，1992年曾跟萬綺雯一同主演劇集《點解阿sir係隻鬼》，1994年擔任過當紅綜藝節目《今日睇真D》第一代主持，又參與王傑歌曲《愛得太多》的台灣 MTV。但隨後其發展不如理想，遂於1995年轉投無綫電視成為基本藝人合約藝員。2001年，他在《倚天屠龍記》中飾演「殷梨亭」一角而為人認識；加入多年曾有多套代表作，包括《刑事偵緝檔案IV》、《烽火奇遇結良緣》、《秀才遇著兵》、《同撈同煲》等，可是一直只擔演三線配角，使其演藝事業停滯不前。故此，他於2004年拍畢《酒店風雲》後，便向無綫電視請假兩年，並開始接手家族生意和經營服裝店，主力北上發展。
2006年，莫家堯擴大家族生意市場，到美國數碼產品配件製造商亮馬（Lenmar）的總公司學習做生意，不久為了保障雙方利益和利於語言溝通，與幾位朋友投資逾百萬令吉，選址馬來西亞成立公司售賣該品牌充電器。另外，他喜愛摩托車，閑時會相約呂頌賢、古天祥、唐文龍一起駕車同遊，或參加香港電單車節展覽；2018年10月應同屆演藝學院同學鄧偉傑邀請，復出參演舞台劇《她媽的葬禮》中大姐夫「Frank」一角，更入圍競逐《第28屆香港舞台劇獎》「最佳男配角（喜劇 / 鬧劇）」獎。

## 演出作品

### 電視劇
| 首播     | 劇名              | 角色     |
| 亞洲電視 |                   |          |
| 1990年   | 赤子雄風          | 郭海華   |
| 1990年   | 中華英雄          | 赤 燄    |
| 1990年   | 鬼做你老婆        | 張志森   |
| 1991年   | 上海一九四九      | 傅文峰   |
| 1991年   | 觸電情緣          | 郭兆中   |
| 1992年   | 點解阿sir係隻鬼   | 崔文健   |
| 1992年   | 摩登七十二家房客  | 街 坊    |
| 1992年   | 龍在江湖          | 李繼祖   |
| 1992年   | 八婆會館          | 趙子龍   |
| 1993年   | 點解阿sir係隻鬼II | 崔文健   |
| 1993年   | 劍神不敗          | 太 子    |
| 1993年   | 古代奇案          | 馬國威   |
| 1993年   | 古代奇案          | 淨 塵    |
| 1993年   | 馬場風雲          | 馬成功   |
| 無綫電視 |                   |          |
| 1996年   | 900重案追兇       | 徐敬業   |
| 1996年   | 五個醒覺的少年    | 彭大軍   |
| 1996年   | 廉政行動1996      | 張成東   |
| 1996年   | 西遊記            | 千葉太子 |
| 1997年   | 醉打金枝          | 李 逸    |
| 1997年   | 壹號皇庭V         | 麥永倫   |
| 1997年   | 大刺客            | 秦舞陽   |
| 1997年   | 香港人在廣州      | 國 梁    |
| 1997年   | 刑事偵緝檔案III   | 蔡志釗   |
| 1998年   | 陀槍師姐          | 關 Sir   |
| 1998年   | 離島特警          | 曾英偉   |
| 1998年   | 妙手仁心          | 林志輝   |
| 1998年   | 網上有情人        | 周志     |
| 1999年   | 鑑證實錄II        | 謝守一   |
| 1999年   | 刑事偵緝檔案IV    | 馮添海   |
| 2000年   | 廟街·媽·兄弟      | 鄭永祥   |
| 2001年   | 娛樂反斗星        | 羅 楷    |
| 2001年   | 倚天屠龍記        | 殷梨亭   |
| 2001年   | 勇往直前          | 徐耀南   |
| 2002年   | 無考不成冤家      | 談天鐸   |
| 2002年   | 再生緣            | 孟子儒   |
| 2002年   | 我要Fit一Fit      | 王志豪   |
| 2002年   | 絕世好爸          | 龍 Sir   |
| 2003年   | 衛斯理            | 猛 哥    |
| 2003年   | 律政新人王        | 張先生   |
| 2003年   | 美麗在望          | 莫歌頓   |
| 2003年   | 衝上雲霄          | 才       |
| 2004年   | 烽火奇遇結良緣    | 樊 威    |
| 2004年   | 陀槍師姐IV        | 艇 仔    |
| 2004年   | 廉政行動2004      | 戚家明   |
| 2004年   | 下一站彩虹        | 關碩倫   |
| 2004年   | 無名天使3D        | Herman   |
| 2005年   | 心花放            | 馬永田   |
| 2005年   | 同撈同煲          | 余旦明   |
| 2005年   | 學警雄心          | 戰術教官 |
| 2005年   | 秀才遇著兵        | 馬立光   |
| 2005年   | 酒店風雲          | 王啟志   |
| 2006年   | 心慌·心郁·逐個捉  | 程友仁   |
| 2006年   | 心理心裏有個謎    | Don      |
| 2007年   | 鄭板橋            | 金 農    |
| 2012年   | 驚艷一槍          | 冷 血    |

### 電視節目
| 首播     | 節目名                     | 備註                                           |
| 亞洲電視 |                            |                                                |
| 1990年   | 軍備大追擊                 | 與高雄合作                                     |
| 1991年   | 1991年亞洲小姐競選         | 與張家輝、呂頌賢一同演出                       |
| 1992年   | 有腦新時代                 | 與雪梨、張錦程合作                             |
| 1994年   | 今日睇真D                  | 與林建明、歐錦棠、林祖輝、盧希萊、劉錦玲等合作 |
| 無綫電視 |                            |                                                |
| 1995年   | 聲色大馬奇趣錄             | 與吳剛、麥家琪、陳珮珊、雷宇揚合作             |
| 1998年   | 海陸暢遊鬥多FUN            | 與蔡安蕎、梁雪湄、魏駿傑、朱健鈞、莫可欣合作   |
| 1998年   | 東華愛心競技大賽1998       | 與王賢誌、江欣燕、陳淑蘭合作                   |
| ？年     | 樓市傳真                   |                                                |
| ？年     | Q麥小煮人                  |                                                |
| ？年     | 點解香港咁好玩             |                                                |
| 2001年   | 異靈靈異                   | 飾演 Sam（單元《死唔斷戲》）                   |
| 2003年   | 天下無敵獎門人之水陸大擊戰 | 「電波少女隊」成員                             |

### 電影
| 首映   | 電影名                                 | 角色        |
| 1990年 | 邪魔化身                               |             |
| 1990年 | 香港奇案之邪教追魂（亞洲電視電視電影） | 謝偉成      |
| 1991年 | Yes 一族                               | John        |
| 1991年 | 火爆浪子                               | 羅 維       |
| 1991年 | 香港奇案之八大毒梟（亞洲電視電視電影） | 簡國光      |
| 1994年 | 性迷宮                                 |             |
| 1995年 | 飛虎雄風II搶灘行動（無綫電視電影）     | 康          |
| 1997年 | 最佳拍檔之醉街拍檔                     | 特種警察    |
| 1999年 | 電腦反擊戰                             | 鄭志        |
| 1999年 | 鬼咁過癮                               | 朱老師      |
| 1999年 | 人肉玩具                               | 子達        |
| 1999年 | 反骨仔                                 | 莫 達       |
| 1999年 | 山村老屍                               | Jack        |
| 1999年 | 四人幫之錢唔夠洗                       | 重案組警員  |
| 2000年 | 致命戀人                               | Sam         |
| 2001年 | 烹屍之喪盡天良                         | 威 sir      |
| 2001年 | 陰陽愛                                 | Andrew Tang |
| 2001年 | 金榜題名之流氓社工                     |             |
| 2001年 | 古惑仔之出位                           | 紅 豆       |
| 2002年 | 星星與月亮                             | 傑          |
| 2002年 | 橫行霸盜                               | 張立文      |
| 2003年 | 性在夠辣                               | 小 星       |
| 2003年 | 妒火線（無綫電視電影）                 | 楊經天      |

### 舞台劇
- 2009年9月10 - 13日：《球會風雲》 飾 丹尼（Danny Rowe）
- 2018年10月9 - 14日：《她媽的葬禮》 飾 Frank
- 2022年12月3 - 11日：《天下第一樓》 飾 副官 / 余老闆

### 短片
- 1998年：《廉政全接觸之非賣品》（單元五：名牌誘惑） 飾 Lam
- 2002年：《安廚大搜查》（職業安全健康局推廣飲食業工作安全教學影片） 飾 姜蔥

### 電台節目
- 1989 - 1990年：香港商業電台《知情知性電話粥》（與曾綺薇合作）

### MTV
- 1994年：王傑《愛得太多》

## 曾獲獎項與提名
- 2019年：《第28屆香港舞台劇獎》「最佳男配角（喜劇 / 鬧劇）」獎【提名】

## 外部連結
- 莫家堯在香港影庫上的簡介
- 莫家堯 - HKFACT （页面存档备份，存于）